# زیردریایی لوشاریک
زیردریایی لوشاریک (به انگلیسی: Russian submarine Losharik) یک زیردریایی است که طول آن ۶۰ متر (۲۰۰ فوت) می‌باشد. این زیردریایی در سال ۲۰۰۳ ساخته شد.

## تاریخچه و ویژگی‌ها
به دلیل مشکلات مالی که نیروهای نظامی روسیه در دهه نود تجربه کردند تا اوت ۲۰۰۳ طول کشید تا از این زیردریایی استفاده شود. لوشاریک برای تحقیقات، نجات، عملیات ویژه نظامی، عملیات تحقیقات اعماق دریا و ارسال گزارش به اداره اصلی اطلاعات طراحی شده‌است.
نام آن از یک شخصیت کارتونی دوران شوروی، یک اسب اسباب بازی کوچک که پیکرش مجموعه‌ای از اشکال کروی بود به عاریه گرفته شده‌است.

## آتش‌سوزی
در اول ژوئیه ۲۰۱۹ زیردریایی در حال انجام اندازه‌گیری در کف آب‌های قلمرو دریایی روسیه بود، که دچار سانحه آتش‌سوزی شد و در نتیجه آن ۱۴ نفر از خدمه در اثر استنشاق دود یا گاز سمی جان‌باختند. ۷ تن از جان‌باختگانگان، دارای درجه کاپیتان رتبه عالی و ۲ تن از آنان دارای نشان قهرمان فدراسیون روسیه بودند. آتش توسط سایر خدمه زیردریایی خاموش شد. بررسی‌ها دربارهٔ علت این آتش‌سوزی ادامه دارد.
این وسیله دریایی پس از آتش‌سوزی به بندر سورمرسک منتقل شده که مقر اصلی ناوگان شمالی نیروی دریایی روسیه است. پس از سانحه رئیس‌جمهور روسیه در جلسه اضطراری با سرگئی شایگو وزیر دفاع این کشور، خواستار حضور وی در محل حادثه برای بررسی دلایل آن شد.